# Гаріб в країні Джинів
«Гаріб в країні Джинів» (азерб. «Qərib cinlər diyarında») — радянський дитячий фільм, знятий у 1977 році на кіностудії «Азербайджанфільм».

## Сюжет
Телефільм-казка оповідає про незламність людської сили волі, про те, що багатство не замінить батьківщини і любові сім'ї.

## У ролях
- Бахтіяр Ханізаде — Гаріб/Сахіб
- Мухтар Манієв — Акшад
- Амалія Панахова — Заррі
- Гамлет Хані-заде — Ракі
- Ага Гусейн Джавадов — Гарашад
- Гюльнара Ефендієва — Зеренгіз
- Фірангіз Шаріфова — Тукез
- Алескер Мамедоглу — Асра
- Мубаріз Аліхан-огли — Кесра
- Ахмед Ахмедов — Рігдас
- Гюндуз Аббасов — Сатана

## Знімальна група
- Автор сценарію: Хікмет Зія
- Режисер-постановник: Алі-Сеттар Атакшиєв
- Оператор-постановник: Шаріф Шаріфов
- Композитор: Аріф Меліков